# Hugglescote
Hugglescote – wieś w Anglii, w hrabstwie Leicestershire, w dystrykcie North West Leicestershire. Leży 18 km na północny zachód od miasta Leicester i 158 km na północny zachód od Londynu.